# All This Time
All This Time is een nummer van de Britse muzikant Sting uit 1991. Het is de eerste single van zijn derde soloalbum The Soul Cages. Het nummer refereert aan het overlijden van Stings vader, gesymboliseerd door het beeld van een jonge jongen genaamd Billy, die zijn vader in de zee wil begraven.
Het nummer werd wereldwijd een bescheiden hitje. In het Verenigd Koninkrijk haalde het de 22e positie, en in de Amerikaanse Billboard Hot 100 de 5e. In de Nederlandse Top 40 kwam het tot de 13e positie, en in de Vlaamse Radio 2 Top 30 haalde het de 15e positie.